# اشتات ولهن
شهر اشتات ولهن (به آلمانی: Stadt Wehlen) در ایالت زاکسن در کشور آلمان واقع شده‌ است.